# Anthomyia crassinervis
Anthomyia crassinervis är en tvåvingeart som först beskrevs av Albququerque 1959.  Anthomyia crassinervis ingår i släktet Anthomyia och familjen blomsterflugor. Inga underarter finns listade i Catalogue of Life.